# Бакај Лејк (Охајо)
Бакај Лејк (енгл. Buckeye Lake) град је у америчкој савезној држави Охајо.

## Демографија
По попису из 2010. године број становника је 2.746, што је 303 (-9,9%) становника мање него 2000. године.
| Група             | 2000.         | 2010.         |
| Белци             | 2.949 (96,7%) | 2.640 (96,1%) |
| Афроамериканци    | 19 (0,6%)     | 23 (0,8%)     |
| Азијати           | 4 (0,1%)      | 7 (0,3%)      |
| Хиспаноамериканци | 17 (0,6%)     | 26 (0,9%)     |
| Укупно            | 3.049         | 2.746         |